# Robert Berdella
Robert Berdella (ur. 31 stycznia 1949 w Cuyahoga Falls; zm. 8 października 1992 w Jefferson City) – amerykański seryjny morderca, zwany Rzeźnikiem z Kansas City. W latach 1984–1987 zamordował w Kansas City (Missouri) sześciu mężczyzn. Przed zabójstwami Berdella gwałcił i torturował swoje ofiary.

## Zbrodnie
Berdella został aresztowany w kwietniu 1988, gdy Chris Bryson – jego niedoszła ofiara, uciekł z domu, w którym Berdella przetrzymywał go przez tydzień. W czasie przeszukania domu Berdelli, znaleziono wiele zdjęć wykonanych aparatem typu Polaroid. Zdjęcia te przedstawiały kilku bestialsko torturowanych młodych mężczyzn; na ich podstawie udało się ustalić tożsamość ofiar. W czasie przesłuchania Berdella przyznał się do sześciu morderstw, ale uparcie podkreślał, że zawsze po torturowaniu swoich ofiar podawał im silne środki przeciwbólowe. Czaszki dwóch ofiar Berdella pochował w swoim ogródku, a ciała pozostałych ofiar poćwiartował i wrzucił do śmieciarki. Ciał tych nigdy nie udało się odnaleźć, pomimo długich poszukiwań na wysypisku śmieci.

## Wyrok i śmierć
Za sześć morderstw ze szczególnym okrucieństwem został skazany na dożywotnie pozbawienie wolności.
Robert Berdella zmarł w więzieniu Missouri State Penitentiary na zawał serca. Kilka dni przed śmiercią Berdella napisał list do władz, w którym twierdził, że strażnicy więzienni umyślnie nie podają mu lekarstw. W sprawie jego śmierci nigdy nie wszczęto śledztwa wyjaśniającego.

## Ofiary Roberta Berdelli
| Lp. | Ofiara         | Wiek | Data             |
| --- | -------------- | ---- | ---------------- |
| 1.  | Jerry Howell   | 20   | 5 lipca 1984     |
| 2.  | Robert Sheldon | 18   | 12 kwietnia 1985 |
| 3.  | Mark Wallace   | 20   | 22 czerwca 1985  |
| 4.  | James Ferris   | 25   | 26 września 1985 |
| 5   | Todd Stoops    | 21   | 17 czerwca 1986  |
| 6.  | Larry Pearson  | 20   | 23 czerwca 1987  |